# Conioscinella atritibia
Conioscinella atritibia är en tvåvingeart som beskrevs av Oswald Duda 1934. Conioscinella atritibia ingår i släktet Conioscinella och familjen fritflugor. Inga underarter finns listade i Catalogue of Life.